# DOA (singel Foo Fighters)
DOA – drugi singel z płyty In Your Honor rockowego zespołu Foo Fighters. 

## Lista utworów
- CD1

1. "DOA"
2. "I Feel Free"

- CD2

1. "DOA"
2. "Skin and Bones"
3. "I Feel Free"
4. "Best of You (Video)"

- 7"

1. "DOA"
2. "Razor" (acoustic)

## Miejsce na listach przebojów
| Rok  | Lista                              | Pozycja |
| ---- | ---------------------------------- | ------- |
| 2005 | Modern Rock Tracks (US)            | No. 1   |
| 2005 | Mainstream Rock Tracks (US)        | No. 5   |
| 2005 | Official UK Singles Chart          | No. 25  |
| 2005 | Official Holland Singles Chart     | No. 33  |
| 2005 | Official New Zealand Singles Chart | No. 34  |
| 2005 | Official Australian Singles Chart  | No. 39  |
| 2005 | Official Irish Singles Chart       | No. 40  |
| 2005 | Choi Fm Radio X                    | No. 5   |
| 2005 | Billboard Hot 100                  | No. 68  |
| 2005 | Official Holland Singles Chart     | No. 86  |
| 2005 | Pop 100 (US)                       | No. 95  |

## Certyfikacja
| Lista             | Certyfikacja | Sprzedaż |
| ----------------- | ------------ | -------- |
| Stany Zjednoczone | Złota        | 500,000  |